# إدواردو بينتو
إدواردو بينتو (بالإسبانية: Eduardo Pinto)‏ هو لاعب كرة قدم ومدرب كرة قدم تشيلي، ولد في 5 يناير 1976 في تالكا في تشيلي. لعب مع رينجرز دي تالكا.

## وصلات خارجية
- إدواردو بينتو على موقع قاعدة بيانات كرة القدم.إي يو (الإنجليزية)
- إدواردو بينتو على موقع Soccerway.com (الإنجليزية)